# Матуридизм
Матуриди́зм (араб. الماتريدية‎ — аль-матуридийа) — одно из основных направлений суннитского калама, основанное имамом Абу Мансуром аль-Матуриди в начале X века. Матуридизм широко распространён среди мусульман ханафитского мазхаба.

## История возникновения
Матуридизм возник в городе Самарканд (современный Узбекистан) в X веке, как реакция на влияние мутазилизма и джахмизма. Основатель течения, Абу Мансур аль-Матуриди, в своих трудах, таких как «Китаб ат-таухид» («Книга единобожия»), заложил основы умеренного подхода, объединяющего рациональное и традиционное понимание Ислама.
Матуридизм опирается на множество коранических аятов и хадисов, подчёркивающих умеренность, уникальность Бога и важность гармонии разума и откровения, таких как:
- Аш-Шура 42:11 («Нет ничего подобного Ему, и Он — Слышащий, Видящий»).
- ас-Саффат 37:96 («Он создал вас и то, что вы делаете»).

Также матуридизм опирается на хадисы пророка Мухаммада, среди которых:
- «Вера (иман) — это вера в Аллаха, Его ангелов, Его книги, Его посланников, в Последний день и в предопределение (кадар), как хорошее, так и плохое» (Сахих Муслим, хадис №8).

## Основные положения

### Атрибуты Аллаха
Матуридиты утверждают атрибуты Аллаха без буквального антропоморфного толкования.

### Свобода воли и предопределение
Матуридиты придерживаются учения о касбе, подчёркивающего баланс между свободой выбора человека и божественным предопределением.

### Роль разума
Матуридизм признаёт важность разума, но подчёркивает его ограниченность в познании сокровенного (гайб).

## Видные представители
- Абу-ль-Муин ан-Насафи (ум. 1115)
- Наджмуддин Умар ан-Насафи (ум. 1142)
- Мухаммад Захид аль-Каусари (ум. 1952)
- Мухаммад Садык Мухаммад Юсуф (ум. 2015)

## Современное положение
Матуридизм широко распространён в Средней Азии, Турции, Пакистане, Индии и России, где изучается в традиционных исламских учреждениях.

## История

### Основатель
Основателем матуридизма является Абу Мансур аль-Матуриди (ум. 944). Он родился в самаркандской махалле Матурид. Точная дата рождения аль-Матуриди неизвестна, также нет сообщений о его учителях и наставниках, лишь некоторые упоминают несколько его шейхов, вроде Насира или Насра ибн Яхъи аль-Балхи и Мухаммада ибн Мукатиля ар-Рази. Матуридиты называют аль-Матуриди «Имамом мутакаллимов» (имам аль-мутакллимин).
Аль-Матуриди был современником другого известного богослова-мутакаллима — Абу-ль-Хасана аль-Ашари (873—936). Его идеи во многом соприкасались с идеями аль-Ашари, однако достоверных сообщений об их встречах или переписке нет.

### Период раннего формирования (994—1100 годы)
После смерти аль-Матуриди развитием его идей и доктрин стали заниматься непосредственно его ученики и последователи в Самарканде. Ими были написаны основные трактаты матуридитов, а также труды по основам фикха ханафитского мазхаба (большинство матуридитов являются ханафитами). Именно здесь, в Средней Азии, матуридизм получил наиболее серьёзное распространение и стал официальной философской школой местных религиозных деятелей и богословов.
Самые известные матуридиты этого периода: Абу́-ль-Ка́сим Исха́к ибн Муха́ммад ибн Исмаи́л аль-Хаки́м ас-Самарканди́, известный как Абу-ль-Касим аль-Хаким (умер в 342 г.х./953 году), и Абу́ Муха́ммад Абд аль-Карим ибн Му́са ибн И́са аль-Баздави́ (умер в 390 г. х./999 году).
Также стоит упомянуть Абу аль-Юсра аль-Баздави (Мухаммад ибн Мухаммад ибн аль-Хусейн ибн Абд аль-Карим; 1039—1099), известного как аль-Кади ас-Садр, который был шейхом ханафитов после своего старшего брата Али аль-Баздави (ум. 1089). Он обучался у своего отца, который учился у его деда Абд аль-Карима аль-Баздави, который был учеником Абу Мансура аль-Матуриди. Его учениками были: его сын Абу аль-Маани Ахмад, Наджм ад-Дин Умар ибн Мухаммад ан-Насафи (автор трактата «аль-Акаид ан-Насафия», 1068—1142) и другие.

### Период окончательного становления (1100—1300 годы)
Этот период ознаменовался тем, что полностью оформились матуридитские убеждения, последователями аль-Матуриди были написаны большое количество богословских трудов, подробно рассматривающих убеждения этой философской школы.
Самые яркие представители той поры:
- Абу аль-Муин ан-Насафи (1046—1115), полное имя: Майму́н ибн Муха́ммад ибн Мута́мид ан-Насафи аль-Макхули́. Нисба «ан-Насафи» из-за того, что он родился в городе Насаф, который расположен между Амударьей и Самаркандом. Абу-ль-Муин считается величайшим матуридитским богословом, однако отсутствуют сведения о его наставниках и шейхах. Как говорит доктор Фатхуллах Халиф, Абу-ль-Муин ан-Насафи занимает среди матуридитов такое же положение, какое занимают аль-Газали и аль-Бакиллани среди ашаритов. Его перу принадлежат книги «Табсират аль-адилля», которая считается лучшей книгой о матуридитском мазхабе после «Книги единобожия» самого аль-Матуриди, и «Бахр аль-калам», в котором он рассматривает различные философские вопросы. Он умер 22 мая 1115 года (25 зуль-хиджа 508 г. х.) в возрасте 70 лет[1].
- Наджмудди́н Умар ан-Насафи (1069—1142), полное имя: Абу Хафс Надж ад-Дин Ума́р ибн Мухаммад ибн А́хмад Исмаи́л ан-Насафи аль-Ханафи ас-Самарканди. Обучался у более чем пятисот шейхов; был учеником Абу-ль-Юсра аль-Баздави и Абдуллаха ибн Али ибн Исы ан-Насафи. Наджм ад-Дин ан-Насафи является автором около сотни различных трудов, среди них книга «Маджма аль-улум», «ат-Тайсир фи тафсир аль-Куран», «ан-Наджах фи шарх китаб Ахбар ас-Сихах» (пояснения к «Сахиху» аль-Бухари), «аль-Акаид ан-Насафия» (один из самых важных матуридитских трактатов, является сокращенным вариантом книги Абу-ль-Муина ан-Насафи «Табсират аль-адилля»). Наджм ад-Дин ан-Насафи умер в Самарканде в четверг, 2 декабря 1142 года[2] (12 джумада аль-уля 537 г. х.)[1].

### Период распространения (1300—1900 годы)

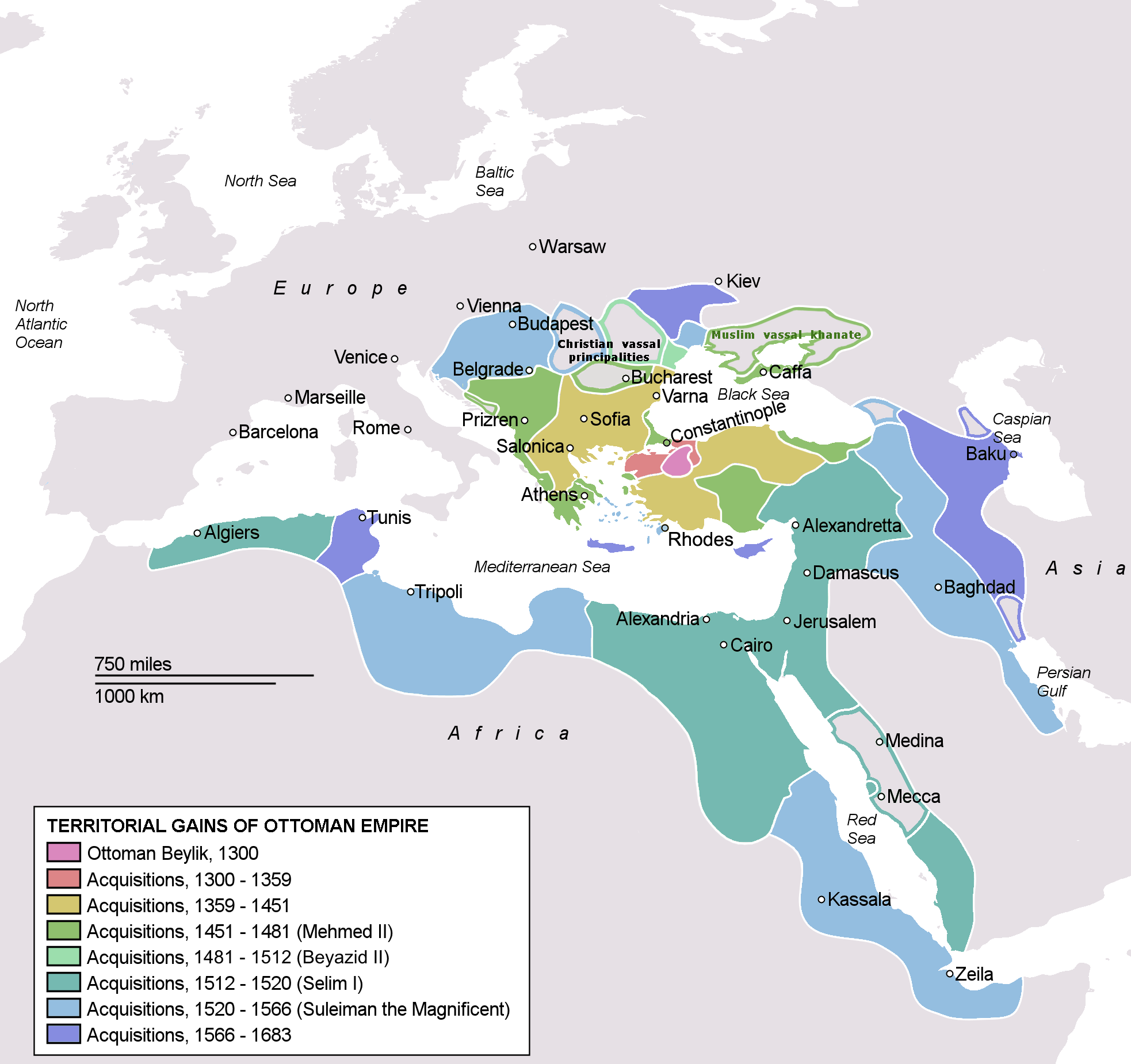
Наибольшее влияние матуридиты получили во времена Османской империи.

Благодаря тому, что Османские султаны были приверженцами матуридитского вероубеждения, матуридизм получил широкое распространение среди мусульман всей Османской империи. Из известных представителей матуридизма в эту эпоху можно отметить аль-Камаля ибн аль-Хумама, автора книги «аль-Мусаяра фи-ль-акаид аль-манджия фи-ль-ахира» (араб. المسايرة في العقائد المنجية في الآخرة‎), которая по сей день преподается в некоторых исламских университетах.
В этот период на Индийском субконтиненте появилось несколько матуридитских течений:
- Деобандиты — религиозное течение ханафитов-матуридитов. Название «деобанди» получило в честь индийского города Деобанд, в котором расположен центр «Дар уль-Улюм Деобанд». Движение основано 30 мая 1866 года (дата открытия «Дар аль-Улюм»), вдохновлено индийским богословом Валиуллахом Дехлеви (1703—1762). Представители деобандийской школы уделяют много внимания хадисоведению, ими написано множество трудов по этой дисциплине. У деобандитов распространен культ почитания могил, что нашло отражение в их религиозных трактатах, например, в книге Халиля Ахмада ас-Сахаранфури[англ.] «аль-Муханнад аля аль-Муфаннад»[1].
- Барелвиты — движение, основанное Ахмедом Раза Ханом Барелви (1856—1921). Барелвиты являются противниками деобандитов[1].
- Кавсариты — движение, основанное шейхом Мухаммадом Захидом аль-Кавсари[англ.] (1879—1952). Кавсариты порицают некоторых суннитских имамов прошлого, называют их муджассимитами и мушаббихитами (придающими тело Аллаху и уподобляющими его творениям). Такие суннитские книги, как «Таухид» Ибн Хузаймы, «аш-Шариа» аль-Лялякаи, «ас-Сифат» аль-Байхаки, «аль-Улув» аз-Захаби, аль-Кавсари называл книгами «уподобленцев» (см. комментарии аль-Кавсари к книге аль-Байхаки «ас-Сифат»)[1].

## Основные догматы и принципы
Философия аль-Матуриди и его взгляды в целом близки к убеждениям Ашари (эпоним ашаритов), который был его современником. Оба философа разработали свои доктрины в ответ на взгляды мутазилитов. Различия между этими школами заключается в вопросах о «бытие Божьем», в котором аль-Матуриди разрешал, помимо откровения, опираться на разум, однако в то же время он признавал, что Божьих повелений разумом постичь невозможно.

### Доводы разума
В плане придания авторитетности «доводам разума» матуридиты были схожи с мутазилитами, но в отличие от них не впадали в крайности. В вопросе о «Божественном промысле» матуридиты занимают среднюю позицию между ашаритами, которые запрещают обсуждать это, и мутазилитами, по мнению которых Бог творит по определённому замыслу и творит только хорошее. Они считали, что Бог творит по своему замыслу, но не отчитывается никому и совершает то, что захочет.

### Свобода воли
В вопросе о свободе воли человека и ашариты, и матуридиты приблизились к отрицателям свободной воли — джабритам. Ашариты считали что все дела людские сотворены Богом и воплощаются если деяние и желания человека соединяются с Божьей волей (касб). Матуридиты признавали ашаритский касб, однако говорили, что Аллах претворяет в жизнь то, что исходит от выбора самого человека, то есть человек сам совершает поступок, но при помощи Божьей силы.

### Божественные атрибуты
В плане Божественных атрибутов матуридиты, как и ашариты, признают их существование, но не относят их к личности Бога. То есть понятия личность (зат) и атрибут (сифат) нетождественны. Но при этом аль-Матуриди утверждал, что атрибуты неотделимы от личности Бога. Это похоже на взгляды мутазилитов, которые отрицали все атрибуты Аллаха описанные в Коране и признавали существование только личности Бога, а перечисленные в священных текстах качества называли «именами».
Все атрибуты Аллаха у матуридитов делятся на два типа: личностные (сифат аз-затия) и доказательные (сифат ас-субутия).
Личностные качества, которыми не обладает никто, кроме Аллаха:
1. Вуджуд — необходимость существования Аллаха (аль-Хадид 57:3)
2. Кыдам — предвечность (аль-Хадид 57:3)
3. Бакаа — вечное существование (ар-Рахман 55:26, 27)
4. Вахдания — единственность (аль-Ихляс 112:1, аль-Бакара 2:163, аль-Исра 17:42, Фатир 35:3)
5. Мухалифат аль-хавадис — неподражаемость (ан-Нур 24:11)
6. Киямун би-нафсихи — постоянство и независимость (Фатир 35:15, аль-Ихляс 112:2)

Доказательных атрибутов у матуридитов 8 (в отличие от 7 атрибутов у ашаритов):
1. Хаят — жизнь (аль-Фуркан 25:58, Гафир 40:65, аль-Бакара 2:255)
2. Ильм — знание (ат-Тахрим 66:2, Та Ха 20:111, аль-Мульк 67:14, аль-Анфаль 8:73, аль-Муминун 23:17, аль-Бакара 2:284)
3. Сам’ — слух (аль-Исра 17:30, ан-Нур 24:11, аль-Муджадиля 58:1, Гафир 40:56)
4. Басар — зрение (аль-Исра 17:30, ан-Нур 24:11, аль-Муджадиля 58:1, Гафир 40:56)
5. Ирада — воля (Аль ‘Имран 3:47, аль-Бакара 2:105, Аль ‘Имран 3:40, аль-Маида 5:1)
6. Кудра — мощь (аль-Ахкаф 46:33, ан-Нахль 16:77, ан-Нур 24:45, Фатир 35:1)
7. Калам — слово (ан-Ниса 4:144)
8. Таквин — способность создавать (аль-Хашр 59:24), которое содержит ещё 4 положения:
  - Ихъя — способность оживлять
  - Имата — способность умерщвлять
  - Тахлик — способность создавать
  - Тарзик — способность наделять различными благами

### Лицезрение Бога
Матуридиты, в отличие от мутазилитов, признают, что праведники получат возможность увидеть Аллаха в раю, но не описывают как это будет происходить. В этом они опираются на аят:

Лица в тот день сияющие, на Господа их взирающие.—  75:22, 23

### Коран
Матуридиты считают Коран несотворенным Божьим словом, однако чернила, которыми он написан, и бумага, на которую он записан, являются сотворёнными. Источник Корана — сам Бог, он может разговаривать, а Коран является его словом.

### О мусульманах-грешниках
Матуридиты убеждены, что даже не покаявшийся за свои грехи мусульманин не останется в аду навечно. То есть, наказание должно быть адекватным греху, и поэтому Бог не должен наказывать верующего и неверующего грешника одинаковым образом — вечными муками в аду. В этом аль-Матуриди опирался на аят:

Кто придет с добрым делом, для того - десять подобных ему, а кто придет с дурным, тому воздается только подобным ему, и не будут они обижены!—  6:160